# Gauliga Mitte 1938/39
Die Gauliga Mitte 1938/39 war die sechste Spielzeit der Gauliga Mitte im Fußball. Die Meisterschaft errang wiederholt der SV Dessau 05 mit sieben Punkten Vorsprung vor dem 1. SV 03 Jena. Die Dessauer qualifizierten sich somit für die Endrunde um die Deutsche Meisterschaft, schieden dort aber bereits nach der Gruppenphase erneut aus. Die Abstiegsränge belegten die SpVgg 02 Erfurt und FV Fortuna Magdeburg. Der SV 08 Steinach und der 1. FC 07 Lauscha mussten auf Anordnung des Gau-Fachwarts später ebenfalls den Gang in die untere Klasse antreten. Grund hierfür war die kriegsbedingte Berücksichtigung logistischer Gesichtspunkte. Steinach und Lauscha waren durch ihre geographische Lage derart benachteiligt, dass Reise-Kosten und Reise-Modalitäten den Ausschlag für diese Entscheidung gaben. Die Gauliga Mitte wurde daher zur kommenden Spielzeit mit nur acht Vereinen ausgespielt. Aus den jeweiligen Bezirksklassen stiegen der 1. SV 04 Gera und der FV Sportfreunde Halle auf.

## Resultat-Kreuztabelle
Erst im 17. und vorletzten Saisonspiel setzte es den ersten und einzigen Punktverlust. Mit einem 1:1 in Weida musste der Titelverteidiger und bereits seit Wochen feststehende Gau-Meister Dessau 05 einen Zähler abgeben. Die 05er waren mit ihren Gedanken längst in der Endrunde und ihr Ärger über das Remis war nicht sonderlich ausgeprägt. Da sich neben dieser fast erdrückenden Dominanz an der Spitze auch die Abstiegsfrage relativ früh klärte, erlebte der Gau Mitte eine wenig aufregende, wenig mitreißende, eher unspektakuläre Saison.
| 1938/39          | Dessau 05 | 1. SV Jena | SV 08 Steinach | Thüringen Weida | Cricket Viktoria | VfL Halle 96 | Merseburg 99 | 1. FC Lauscha | SpVgg Erfurt | Fortuna Magdeburg |
| ---------------- | --------- | ---------- | -------------- | --------------- | ---------------- | ------------ | ------------ | ------------- | ------------ | ----------------- |
| Dessau 05        | 1         | 5-0        | 1-0            | 3-0             | 4-0              | 2-0          | 3-2          | 6-0           | 5-0          | 11-1              |
| 1. SV Jena       | 2-3       | 2          | 3-0            | 1-0             | 4-0              | 8-0          | 2-0          | 6-1           | 3-1          | 8-1               |
| SV Steinach      | 2-3       | 5-1        | 3              | 1-0             | 1-0              | 2-1          | 4-2          | 7-1           | 4-0          | 7-0               |
| Thüringen Weida  | 1-1       | 4-2        | 0-0            | 4               | 2-2              | 4-0          | 3-0          | 5-2           | 4-0          | 5-1               |
| Cricket Viktoria | 1-2       | 3-4        | 2-2            | 3-2             | 5                | 1-0          | 2-1          | 7-0           | 1-0          | 5-2               |
| Halle 96         | 0-2       | 0-3        | 1-3            | 1-0             | 3-1              | 6            | 1-5          | 4-2           | 3-1          | 7-1               |
| Merseburg 99     | 1-7       | 0-2        | 3-0            | 1-2             | 2-4              | 0-0          | 7            | 2-0           | 1-2          | 6-1               |
| 1. FC Lauscha    | 2-5       | 1-4        | 2-7            | 5-2             | 4-4              | 2-3          | 4-1          | 8             | 2-1          | 3-1               |
| SpVgg Erfurt     | 0-5       | 1-5        | 0-0            | 0-1             | 1-1              | 2-2          | 0-1          | 5-0 a         | 9            | 1-0               |
| FV Fortuna       | 1-5       | 1-2        | 0-2            | 1-5             | 2-2              | 1-1          | 3-3          | 4-1           | 4-0          | 10                |

 a  [ Das Wiederholungs-Heimspiel der SpVgg Erfurt gegen den 1. FC Lauscha wurde nötig, weil das im Nachhinein nicht gewertete Spiel vom 12. März 1939 nach einer Platzsperre in Erfurt, nach Lauscha verlegt wurde, (Ergebnis 2:1 für Lauscha). Der dortige Platz der Süd-Thüringer war aber ebenso mit einer disziplinarischen Platzsperre belegt, was wiederum zum Kuriosum führte, dass ein erneutes Austragen der Partie nötig wurde. Erst am 18. Juni 1939 fand das Spiel mit einem 5:0-Sieg der offiziell gastgebenden Blumenstädter in Saalfeld dann seinen endgültigen Wertungs-Ausgang.] 

## Abschlusstabelle
| Pl. | Verein                          | Sp. | S  | U | N  | Tore    | Quote | Punkte |
| --- | ------------------------------- | --- | -- | - | -- | ------- | ----- | ------ |
| 1.  | SV Dessau 05 (M)                | 18  | 17 | 1 | 0  | 073:130 | 5,62  | 35:10  |
| 2.  | 1. SV 03 Jena                   | 18  | 14 | 0 | 4  | 060:260 | 2,31  | 28:80  |
| 3.  | SV 08 Steinach (N)              | 18  | 11 | 3 | 4  | 047:200 | 2,35  | 25:11  |
| 4.  | FC Thüringen Weida              | 18  | 9  | 3 | 6  | 040:240 | 1,67  | 21:15  |
| 5.  | FuCC Cricket-Viktoria Magdeburg | 18  | 7  | 5 | 6  | 039:360 | 1,08  | 19:17  |
| 6.  | VfL Halle 1896                  | 18  | 6  | 3 | 9  | 027:400 | 0,68  | 15:21  |
| 7.  | SV Merseburg 99                 | 18  | 5  | 2 | 11 | 031:400 | 0,78  | 12:24  |
| 8.  | 1. FC 07 Lauscha                | 18  | 4  | 1 | 13 | 032:740 | 0,43  | 09:27  |
| 9.  | SpVgg 02 Erfurt                 | 18  | 3  | 3 | 12 | 015:420 | 0,36  | 09:27  |
| 10. | FV Fortuna Magdeburg (N)        | 18  | 2  | 3 | 13 | 025:740 | 0,34  | 07:29  |

SV Dessau 05 -
6. Gauliga-Mitte-Meister 1938/39

 * [ Tabellen-Endstand inklusive eines späten Saison-Wiederholungsspiels vom 18.06.1939, (ausgetragen in Saalfeld): SpVgg Erfurt-1. FC Lauscha 5:0, (zuvor in Lauscha ausgetragen 1:2, aber nicht gewertet). Bei einem Gastgeber-Sieg mit einer Tordifferenz von mindestens (+ 8), hätten sich die Erfurter vor dem Abstieg bewahrt. So blieb es bei den Platzierungen und Lauscha hielt vorläufig-formal die Klasse, welcher sie dann aber aus oben erwähnten Gründen zur neuen Saison nicht mehr angehörten.]
| (M) | Titelverteidiger                 |
| (N) | Aufsteiger aus der Bezirksklasse |

## Aufstiegsrunde
Gespielte Spiele: 12 / Erzielte Tore: 16 / Ausspielung: 07.05. - 18.06.1939
| Platz | Verein                                                       | Spiele | Tore | Quote | Punkte |
| ----- | ------------------------------------------------------------ | ------ | ---- | ----- | ------ |
| 1.    | 1. SV 04 Gera (Sieger Bezirksklasse Thüringen)               | 4      | 9:3  | 3,00  | 6:2    |
| 2.    | FV Sportfreunde Halle (Sieger Bezirksklasse Halle-Merseburg) | 4      | 3:5  | 0,60  | 3:5    |
| 3.    | FC Preußen 02 Burg (Sieger Bezirksklasse Magdeburg-Anhalt)   | 4      | 4:8  | 0,50  | 3:5    |

## Deutsche Fußballmeisterschaft
Gruppenphase / Gruppe 3
| Pl. | Verein              | Sp. | S | U | N | Tore    | Quote | Punkte |
| --- | ------------------- | --- | - | - | - | ------- | ----- | ------ |
| 1.  | SK Admira Wien      | 6   | 3 | 1 | 2 | 020:110 | 1,82  | 07:50  |
| 2.  | Stuttgarter Kickers | 6   | 3 | 1 | 2 | 013:130 | 1,00  | 07:50  |
| 3.  | VfR Mannheim        | 6   | 2 | 1 | 3 | 012:160 | 0,75  | 05:70  |
| 4.  | SV Dessau 05        | 6   | 2 | 1 | 3 | 006:110 | 0,55  | 05:70  |